# Дяченко Олександр Ілліч
Олександр Ілліч Дяче́нко (нар. 10 січня 1956, Київ) — український скульптор; член Спілки радянських художників України з 1987 року. Син художників Валентини та Іллі Дяченків, брат графіка Оксани Дяченко-Цах.

## Біографія
Народився 10 січня 1956 року в місті Києві (нині Україна). 1979 рокузакінчив Львівський інститут прикладного та декоративного мистецтва, де навчався в майстерні Емануїла Миська. Живе у Києві, в будинку на проспекті Любомира Гузара, № 12.

## Творчість
Працює у галязях станкової та монументальної скульптури, віддаючи перевагу шамоту. Серед робіт:
станкова скульптура
- «Мовчання. Пієта по ненародженим» (1987);
- «Сон» (1987);
- «Купальниця» (1987);
- «Пантоміма на тему любові» (1988);
- «Кокон» (1988);
- «Перевернутий глечик» (1989);
- «Композиція з гострими кутами» (1989);
- «Повернення блудного сина» (1992);
- «Вагітна» (1993);
- «Піраміда» (1999).

монументальні роботи

Надгробний пам'ятник Миколі Амосову.

- фонтан у операційному залі Національного банку України (1995);
- надгробний пам'ятник на могилі Миколи Амосова в Києві на Байковому кладовищі (2003, у співавторстві).

Брав участь в реконструкції пам'ятника княгині Ользі у Києві (автор фігури Андрія Первозванного).
Учасник республіканських, всесоюзних, міжнарожних мистецьких виставок і скульптурних пленерів з 1980 року. Персональні виставки відбулися у Києві у 1988 році, Чернігові у 2000 році. У 1987 році отримав 2-гу премію на Всесоюзній виставці «Молодість країни» та у 1991 році — 1-шу премію на бієнале «Відродження» у Львові.
Окремі роботи зберігаються у Запорізькому, Хмельницькому художніх музеях.